# マルコフツィ
マルコフツィ(Markovci)は、スロベニアの市である。